# Тальвар

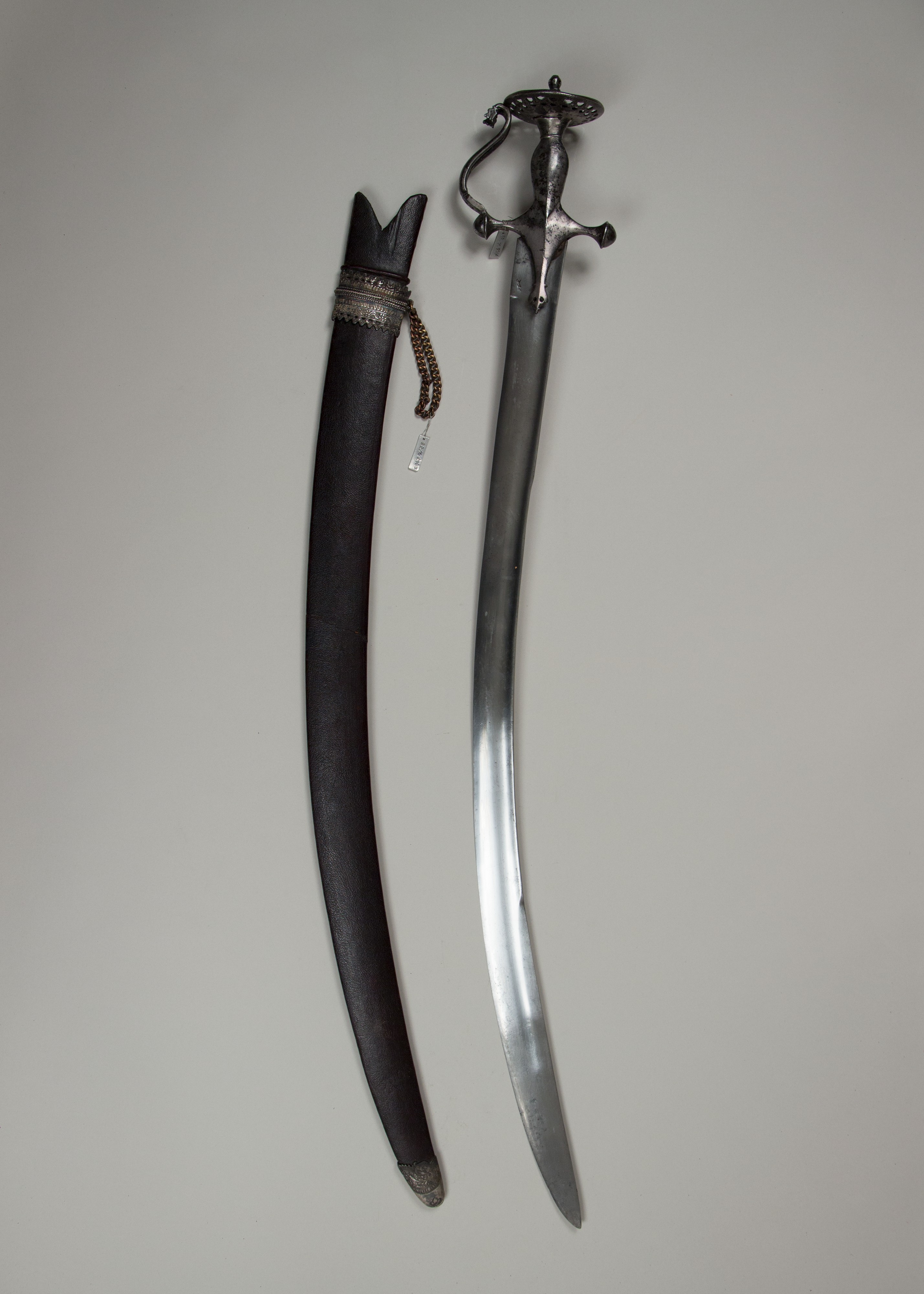

Тальвар — різновид шаблі з індійського субконтиненту.

## Етимологія та класифікація
Слово talwar походить від санскритського слова taravāri (санскрит: तरवारि), що означає «односічний меч». Це також слово для меча в кількох споріднених мовах, таких як хінді та урду, непальська, маратхі, гуджараті, панджабській тощо, а також як толоар (talōẏāra) у бенгальській.
Як і багато мечів з усього світу, етимологія яких походить від терміна, що означає просто «меч», талвар у науці, а також у музейному та колекційному використанні набув більш конкретного значення. На жаль, південноазійські мечі, демонструючи багате розмаїття форм, страждають від відносно поганого датування (тому історія розвитку неясна) і відсутності точної номенклатури та класифікації. Типовий тальвар — це різновид шаблі, яка характеризується помірно вигнутим клинком (без радикального вигину деяких перських мечів), суцільнометалевим ефесом з цілісними кільонами та дископодібним навершям. або «стандартна індійська рукоять»). Тальвари, що мають лише трохи вигнуті леза називають sirohi. Однак існує багато інших варіацій. Мечі з прямими лезами та руків'ям у формі диска зазвичай називають «тальварами з прямими клинками» (хоча також вживається слово dhup), мечі з такими самими лезами, але із вигнутими вперед клинками як у ятагана, називаються «sosun patta».

## Історія
Тальвар належить до того ж сімейства вигнутих мечів, що й перський шамшир, турецький килидж і афганський пулвар, причому всі ці мечі спочатку походять від вигнутих мечів, попередньо розроблених у тюркській Центральній Азії. Тальвар зазвичай не має такого радикального вигину, як шамшир, і лише дуже невелика частина тальварів має розширений, ступінчастий ельман, типовий для килиджу. Тальвар має характерний суцільнометалевий індо-мусульманський ефес, розроблений в середньовічній Західній Індії. Посилення впливу в Індії тюрко-афганських, а пізніше тюрко-монгольських династій (які використовували перську та центральноазійську зброю) у пізньому середньовіччі та наступних епохах призвело до все більшого використання шаблеподібних вигнутих мечів. У часи Моголів тальвар став найпопулярнішою формою меча на Індійському субконтиненті. Тальвар був продуктом поєднання вигнутого клинка, отриманого від тюрко-монгольських і перських мечів, і місцевої суцільнометалевого індо-мусульманського ефесу.

## Характеристики
Тальвар виготовлявся у багатьох варіантах із різними типами клинків. Деякі клинки дуже незвичайні, від двосічних клинків (zulfikar) до клинків із масивними клинками (іноді їх називають tegha — вони часто вважаються мечами катів, але доказів цього недостатньо). Проте всі ці клинки вигнуті, і переважна більшість тальварів мають клинки, більш типові для узагальненої шаблі. Як зазначалося вище, мечі з лезами, відмінними від вигнутих лез, або з ефесами, що радикально відрізняються від індо-мусульманського типу, зазвичай розрізняються за назвою, хоча використання не є цілком послідовним.
Багато зразків тальвара демонструють підвищену кривизну в дистальній половині клинка порівняно з кривизною ближче до руків'я. Також відносно поширеним є розширення леза біля вістря (без сходинки (защіпки) до тильної частини леза, характерне для ельмана килиджу). Профіль клинка легкої кавалерійської шаблі британського зразка 1796 року схожий на деякі зразки тальвара, і було припущено, що тальвар міг зробити свій внесок у дизайн британської шаблі.
Типовий тальвар має ширший клинок, ніж шамшир. Пізні екземпляри часто мали леза європейського виробництва, вставлені в характерні руків’я індійського виробництва. Рукоятка типового тальвара відноситься до індо-мусульманського типу, і її часто називають «дископодібною рукояткою» через помітний дископодібний фланець, що оточує навершя. Навершя часто має короткий шип, що виступає з його центру, іноді проколотий для темляка, щоб закріпити меч на зап’ясті. Рукоять містить просту хрестовину, до якої часто прикріплений тонкий кастет. Ефес, як правило, повністю виготовлений із заліза, хоча зустрічаються латунні та срібні руків’я, які з’єднані з кінчиком леза за допомогою дуже сильної клейкої смоли. Цю смолу, або лак, отримують з дерева піпал, вона розм’якшується при нагріванні, а при охолодженні міцно схоплюється. Більш вишукані приклади тальвара часто демонструють срібні або позолочені прикраси у формі, яка називається кофтгарі. Тальвари княжого статусу можуть мати руків’я із золота, рясно оздоблене дорогоцінним камінням, один із таких, що зберігається в Збройній палаті палацу Барода, прикрашений 275 діамантами та смарагдом.

## Застосування
Тальвар використовувався як кавалерією, так і піхотою. Руків'я тальвара стиснуте, і виступаючий диск навершя тисне на зап’ястя, якщо його намагаються використати для рубання, як звичайною шаблею. Ці особливості руків’я тальвара призводять до того, що рука має дуже надійне та досить негнучке утримання зброї, що змушує використовувати варіації дуже ефективного «витягування». Той факт, що тальвар не має такого радикального вигину, як шамшир, свідчить про те, що його можна було використовувати як для рублячих ударів, так і для випадів. Клинки деяких зразків тальвара розширюються до вістря. Це збільшує імпульс дистальної частини леза, коли він використовується для різання; при ударі досвідчені воїни могли відрізати ним кінцівки і обезголовлювати людей. Шип, прикріплений до навершя, можна було використовувати для удару по супротивнику в екстремальних умовах ближнього бою. Завдяки наявності притупленого рікасо тальвар можна тримати вказівним пальцем, обгорнутим навколо нижнього кільона хрестової гарди.

## Галерея

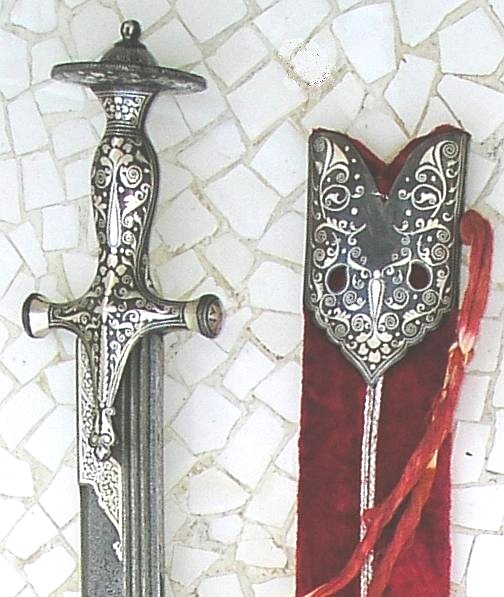
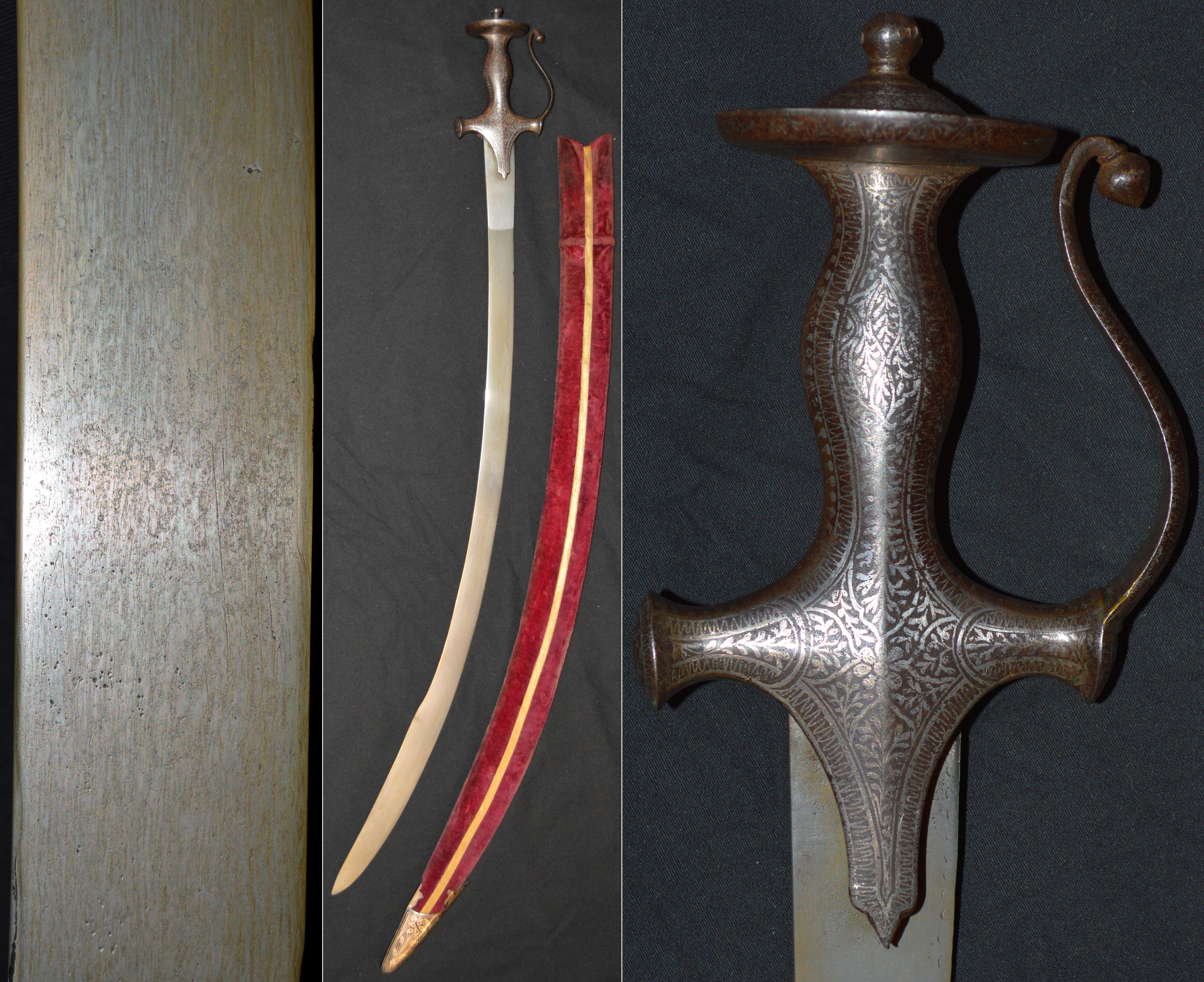
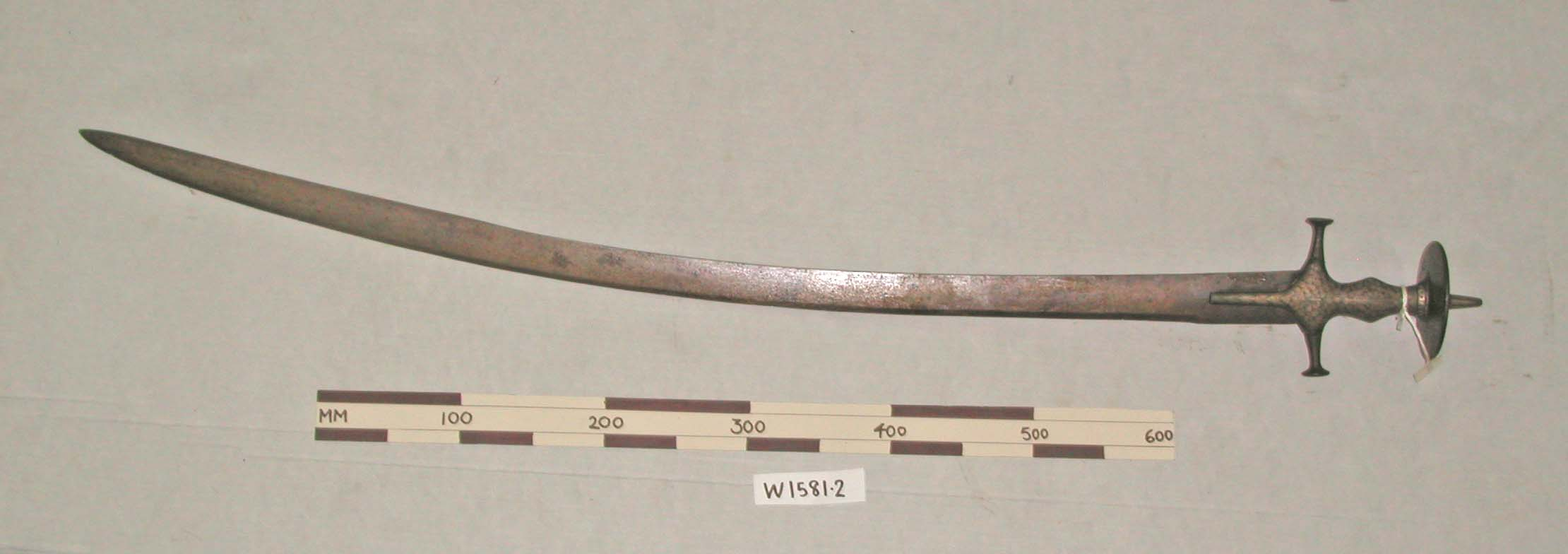
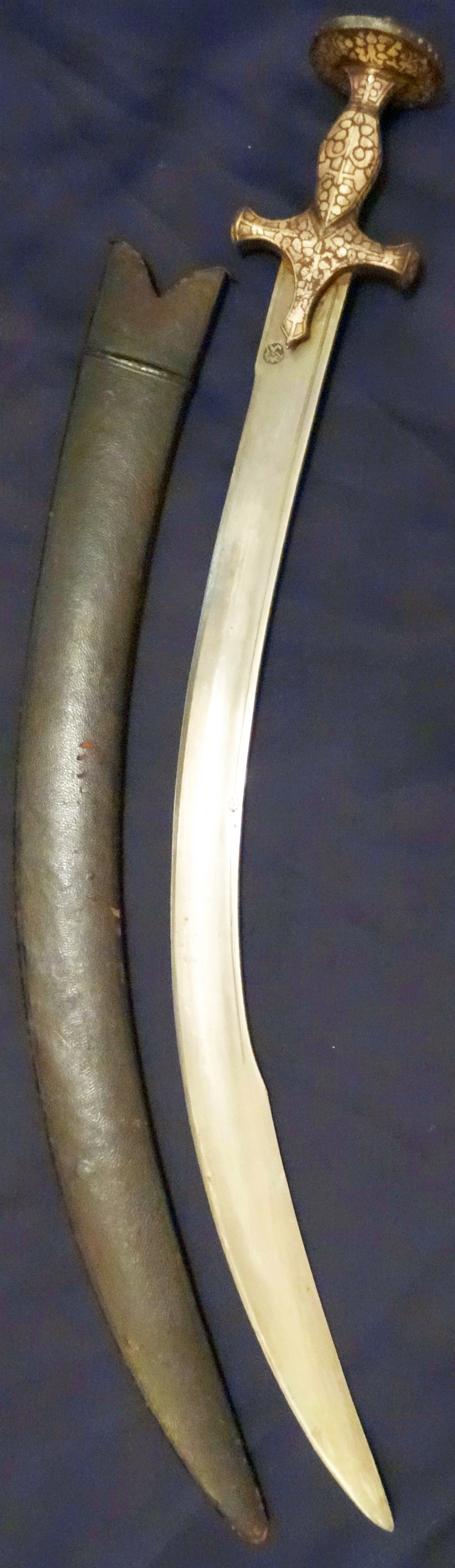
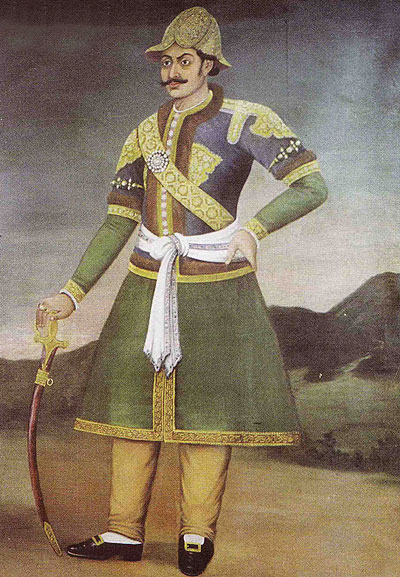
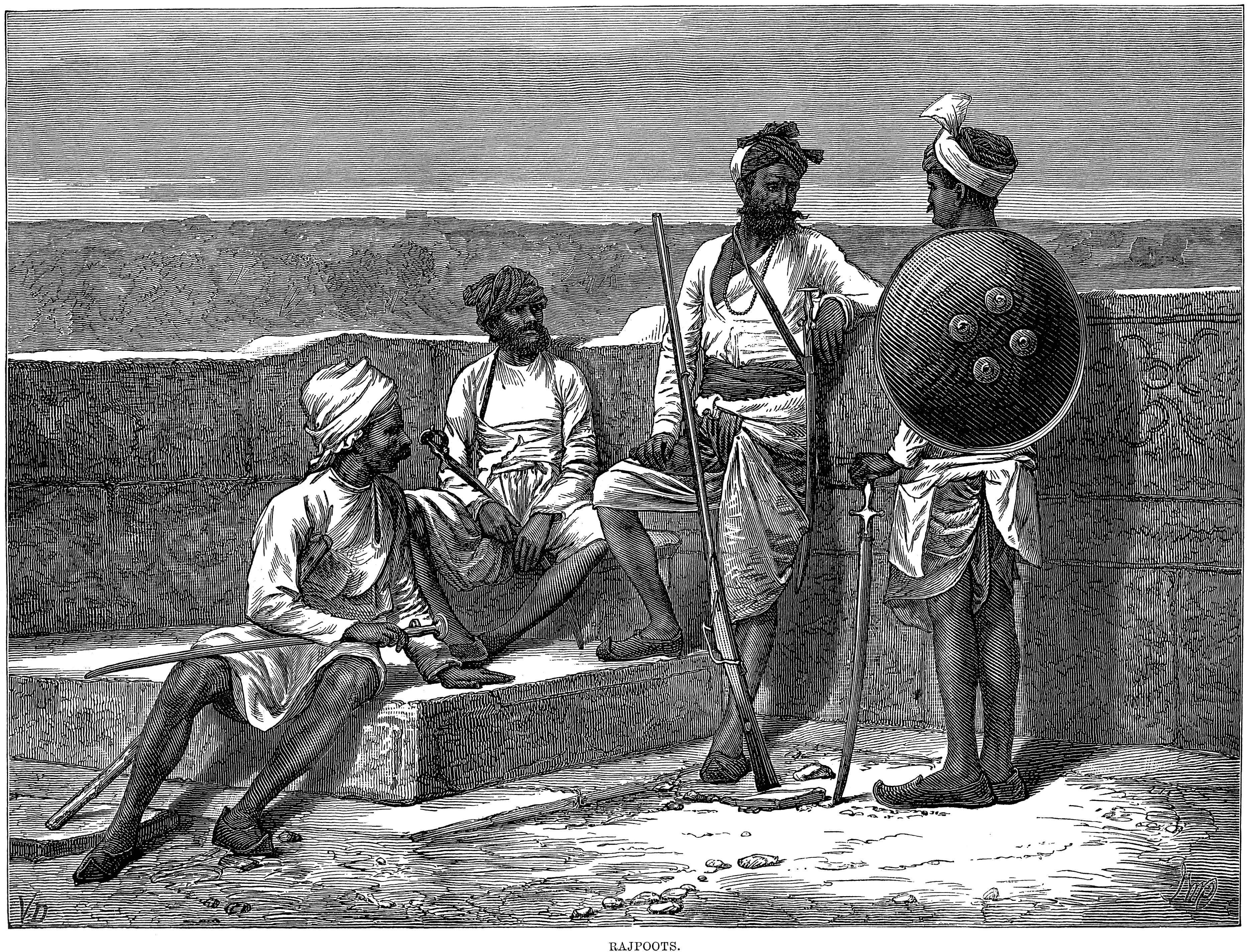
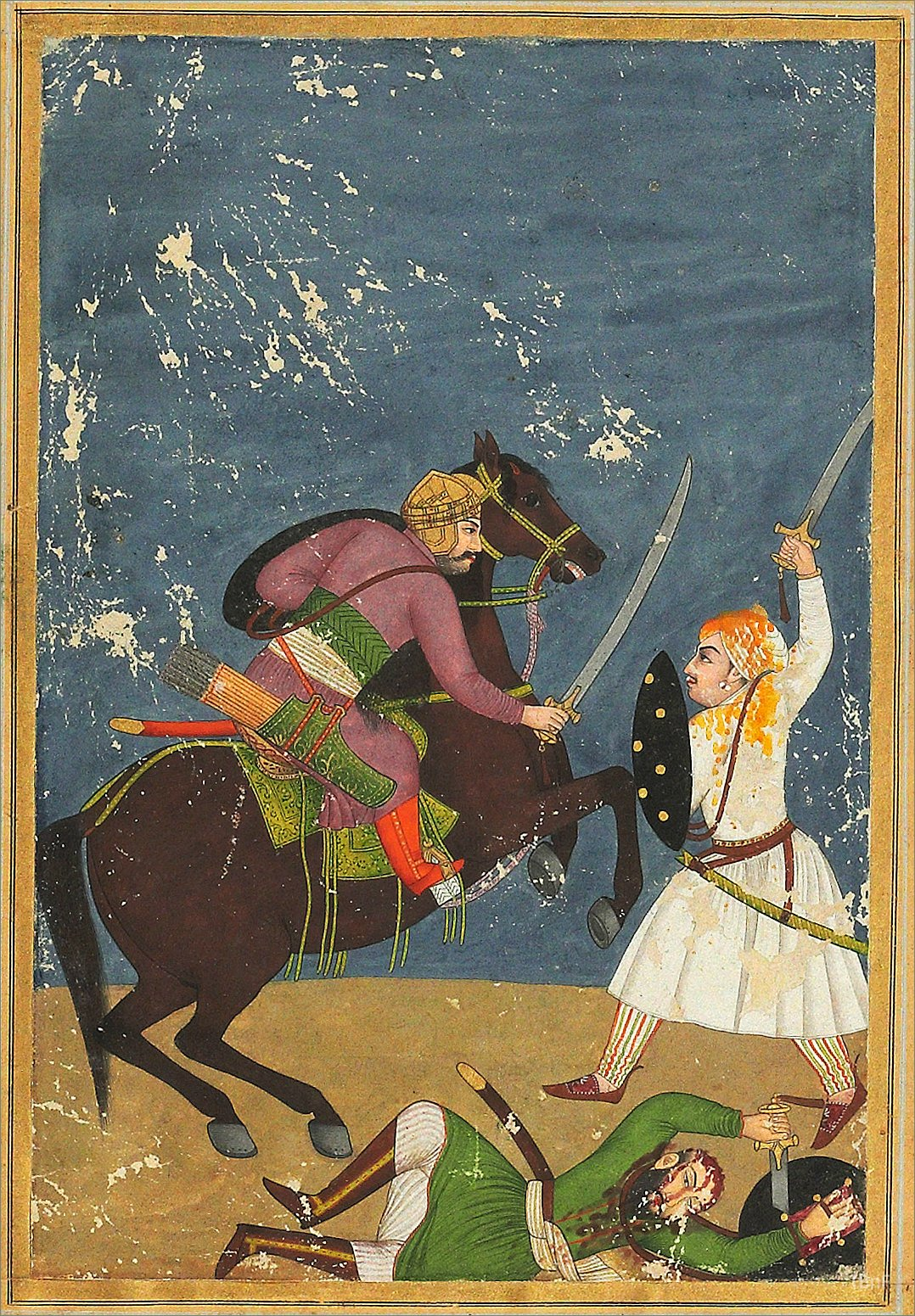
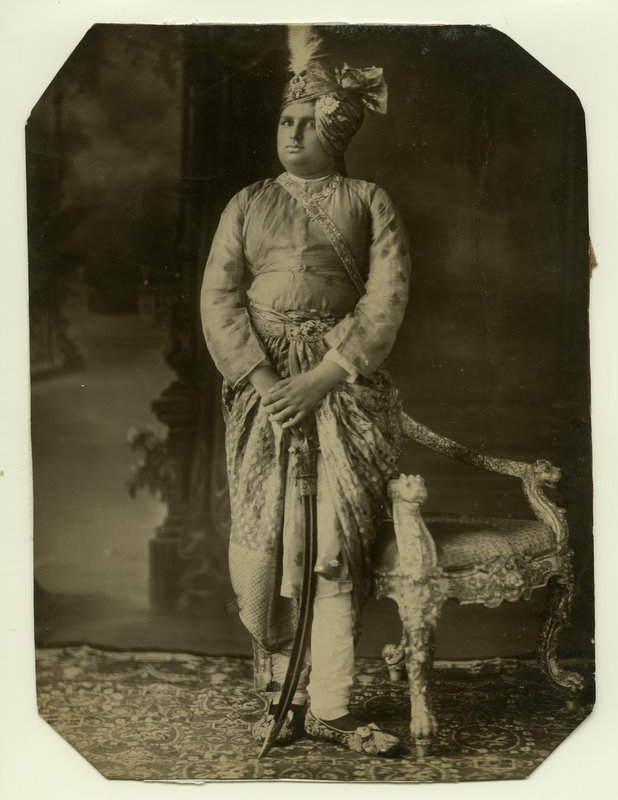
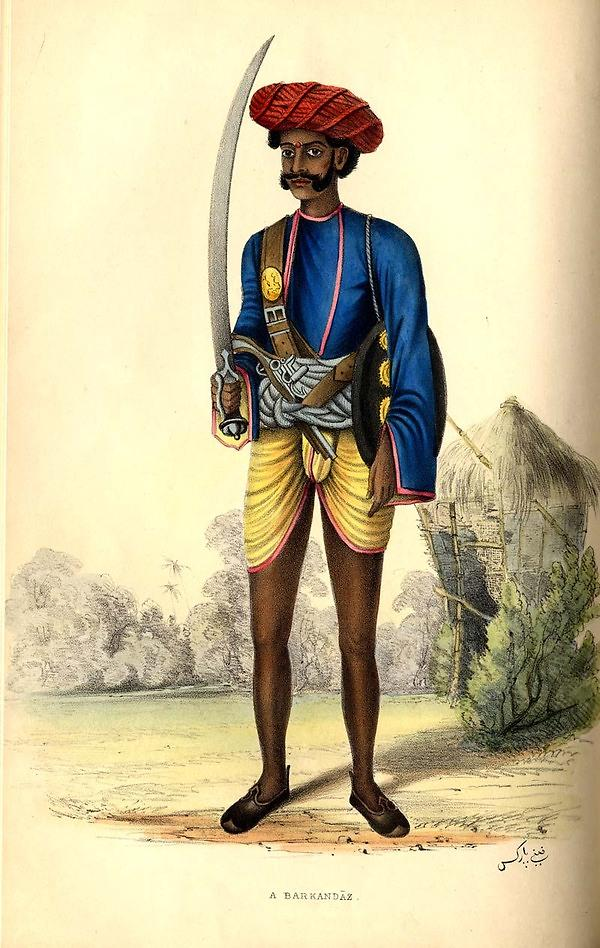